# Запис Николића храст (Буковче)
Запис Николића храст (Буковче) се налази на парцели чији је власник Николић Љубиша.

## Локација
| Општина             | Јагодина                                                                    |
| Катастарска општина | Буковче                                                                     |
| Потес               | Кључ                                                                        |
| Координате          | 44° 00′ 06″ С; 21° 13′ 42″ И / 44.001600000000003° С; 21.228400000000001° И |
| Надморска висина    | 188m                                                                        |

## Карактеристике
Дендрометријске вредности утврђене на терену и сателитским снимцима:
| Стабло                     | Храст |
| Висина стабла              | m     |
| Обим дебла                 | m     |
| Пречник крошње             | 19m   |
| Пречник дебла              | m     |
| Висина дебла до прве гране | m     |

## База записа
Запис је у оквиру Викимедија пројекта "Запис - Свето дрво" заведен под редним бројем 1197.